# Muwaqqit

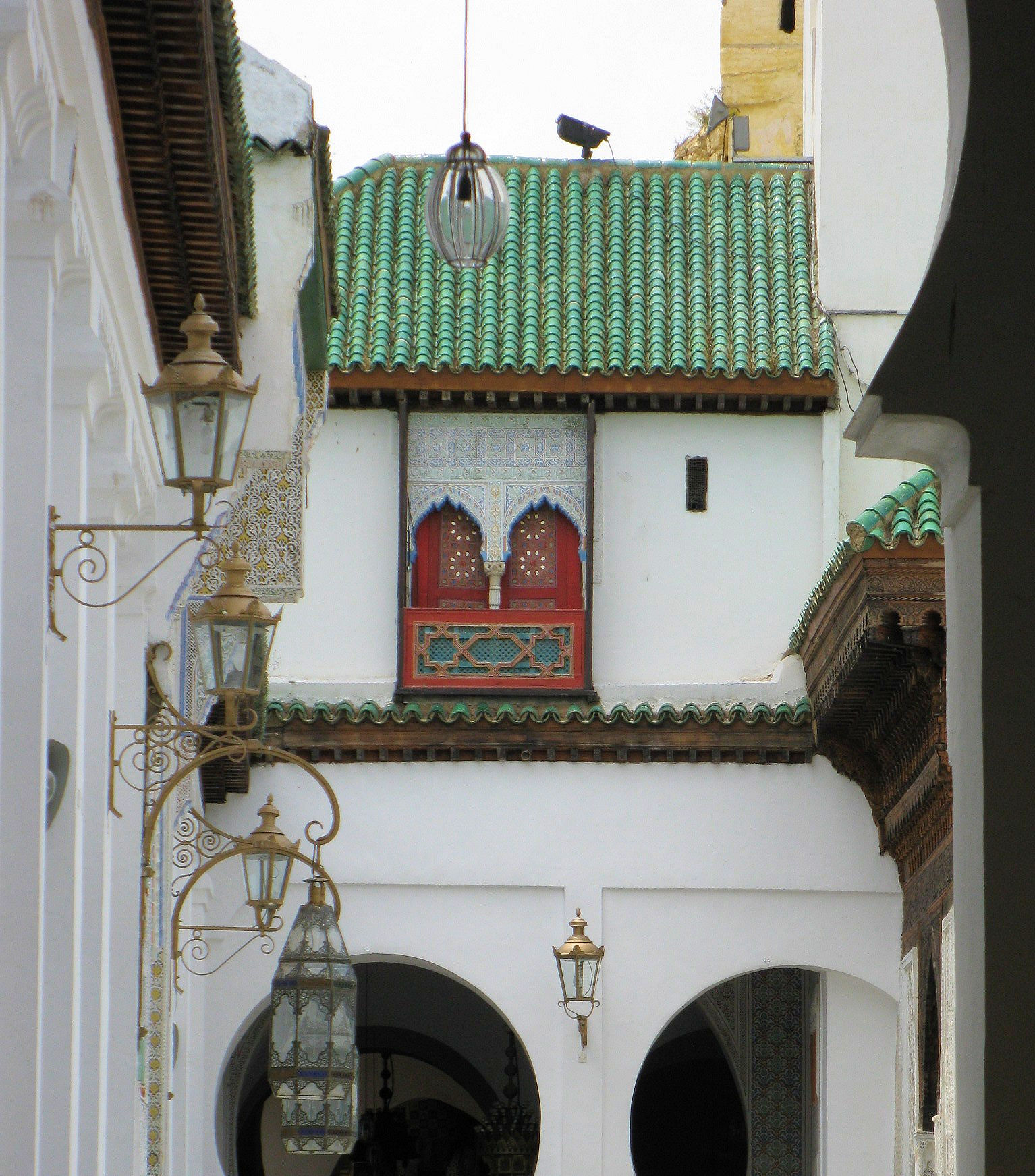
Dar al-Muwaqqit ("Casa del muwaqqit") en la Universidad de Qarawiyyin, Fez (Marruecos).

Un muwaqqit (árabe: موقت, más raramente ميقاتي mīqātī) en la historia del Islam era un astrónomo encargado de la cronología y la regulación de los tiempos de oración en una institución islámica como una mezquita o una madrasa. A diferencia del muecín —recitador de la llamada a la oración—, que solía ser seleccionado por su piedad y su voz, un muwaqqit era seleccionado por su conocimiento y habilidad en astronomía.
No todas las mezquitas tenían un muwaqqit. Se registró por primera vez a finales del siglo XIII en la mezquita de Amr ibn al-As en el sultanato mameluco de Egipto y luego se extendió a varias partes del mundo islámico. Incluso entonces, muchas grandes mezquitas únicamente dependían de los muecines para determinar los tiempos de oración utilizando métodos tradicionales, como la observación de la longitud de las sombras y los fenómenos crepusculares. La falta de fuentes e investigaciones históricas hace difícil determinar las funciones y papeles específicos de los muecines. Los historiadores de la ciencia no saben con certeza si el muwaqqit era un cargo especializado cuyo titular se ocupaba exclusivamente de asuntos astronómicos, o si formaba parte de una función más amplia de un maestro (mudarris) que también trabajaba y enseñaba en otros campos.
Durante su apogeo en los siglos XIV y XV, destacados científicos ocuparon el puesto de muwaqqit. Por ejemplo, Ibn al-Shatir (1304-1375) y Shams al-Din Abu Abd Allah al-Jalili (1320-1380) formaron un equipo de muwaqqits en la mezquita de los Omeyas de Damasco. Siria y Egipto fueron los principales centros de actividad de los muwaqqits en estos siglos, mientras que el cargo se extendió al Levante, Hejaz, Túnez y el Yemen. El oficio continuó registrándose hasta el siglo XIX, aunque los muwaqqits produjeron menos tratados e instrumentos que en épocas anteriores. Hoy en día, las mezquitas utilizan horarios de oración producidos por agencias religiosas o científicas o relojes programados para este fin. Estos permiten la determinación exacta de los tiempos de oración sin las habilidades especializadas de un muwaqqit.

## Antecedentes
Los musulmanes observan la salat, la oración ritual diaria, en tiempos prescritos basados en el hadiz o la tradición de Mahoma (c. 570-632). Cada día, hay cinco oraciones obligatorias con rangos específicos de tiempos permitidos, determinados por los fenómenos astronómicos diarios. Por ejemplo, el tiempo para la oración magrebí comienza después del ocaso  y termina cuando el crepúsculo rojo ha desaparecido.
Debido a que las horas de inicio y fin de las oraciones están relacionadas con el movimiento diurno solar, varían a lo largo del año y dependen de la latitud y longitud locales cuando se expresan en la hora local. El término mīqāt en el sentido de «tiempo de una oración» está atestiguado en el Corán y en los hadices, aunque el Corán no define explícitamente esos tiempos. El término ʻilm al-mīqāt se refiere al estudio de la determinación de los tiempos de oración basados en la posición del Sol y las estrellas en el cielo y se ha registrado desde los primeros días del Islam.
Antes de que aparecieran los muwaqqits, el muecín había sido el oficio más asociado con la regulación de los tiempos de oración. El cargo se remonta a la vida de Mahoma y su papel e historia están bien documentados. El principal deber de un muecín es recitar el adhan para anunciar el comienzo de un tiempo de oración. Antes de usar un altavoz, esto se hacía normalmente desde lo alto de un minarete. El minarete proporcionaba al muecín un punto de vista para observar fenómenos como la puesta de sol que marca el inicio del magrib.

## Obligaciones

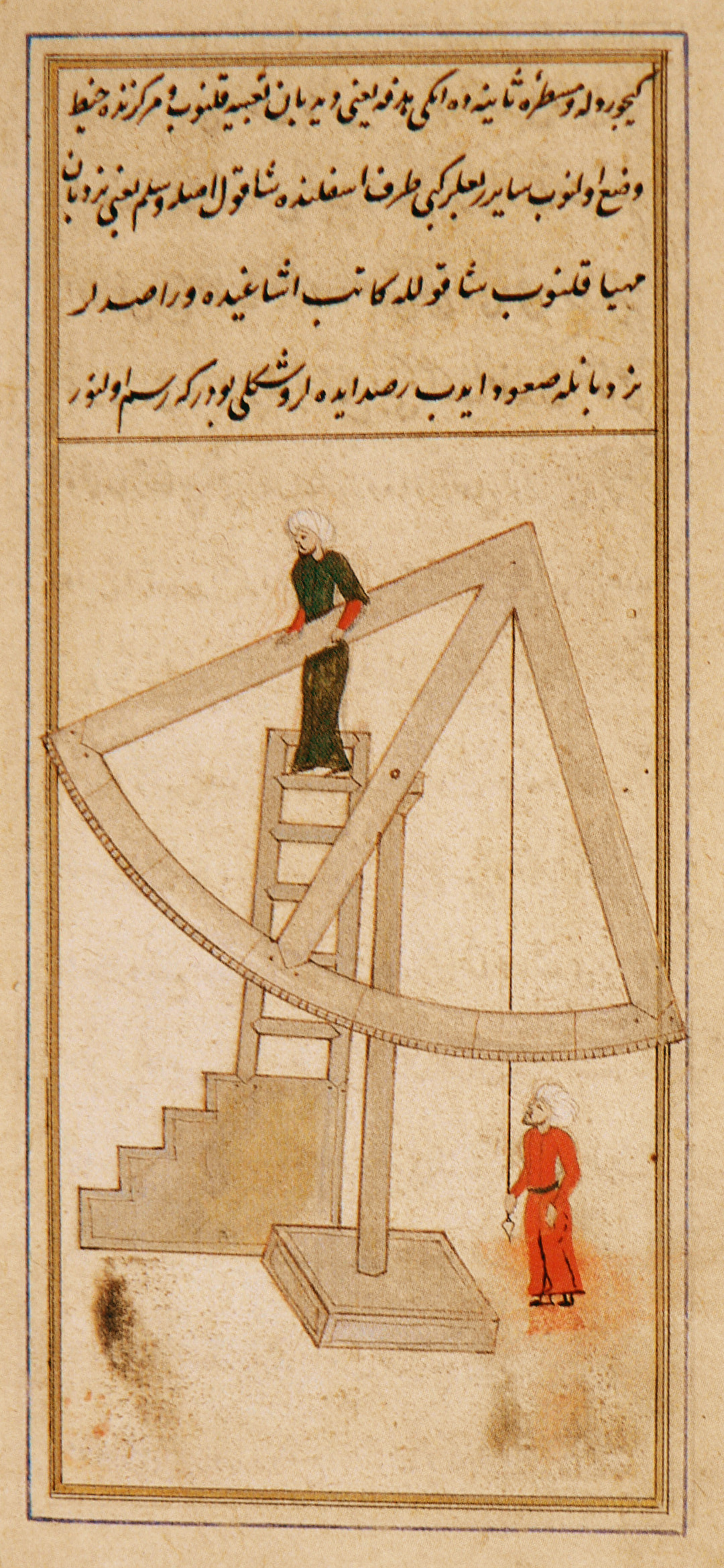
El cuadrante, a menudo producido y utilizado por muwaqqits.

El principal deber de los muwaqqit era el control del tiempo y la regulación de los tiempos de oración diaria en las mezquitas, madrasas u otras instituciones que usaban la astronomía y otras ciencias exactas. En su apogeo en los siglos XIV y XV, las principales mezquitas a menudo empleaban a destacados astrónomos como muwaqqits. Además de regular los tiempos de oración, escribieron tratados sobre astronomía, especialmente sobre el cronometraje y el uso de instrumentos afines como cuadrantes y relojes de sol. También se encargaron de otros asuntos religiosos relacionados con su pericia astronómica, como el mantenimiento del calendario islámico y la determinación de la qibla —la dirección hacia La Meca utilizada para las oraciones—.
David A. King, historiador de la astronomía, presenta al muwaqqit como una profesión especializada, un astrónomo de mezquita «al servicio del Islam» que produjo un gran número de tratados e instrumentos, aunque su trabajo no influyó necesariamente en las prácticas de los muecines y del alfaquí que utilizaron en gran medida los métodos tradicionales. El conocimiento de un muwaqqit se transmitió a sus estudiantes que específicamente pretendían ser la próxima generación de la profesión. La descripción de King se basa en su investigación de las obras primarias de los muwaqqits y los textos legales islámicos contemporáneos.
Por otra parte, la historiadora científica, Sonja Brentjes, propone que el muwaqqit debe ser visto como «solamente una faceta de otra persona, sobre todo la de un mudarris (maestro)».  El mantenimiento astronómico de los tiempos de oración, así como la construcción y el mantenimiento de los instrumentos astronómicos de una mezquita era una parte normal de las actividades académicas en las ciudades musulmanas de la época. Alguien con el título de muwaqqit también era probable que aprendiera mucho en otras disciplinas, incluyendo el fiqh y la filosofía. La disciplina de ʻilm al-mīqāt fue ampliamente aprendida y no únicamente por alguien que aspiraba a ser un muwaqqit; un muecín bien podría haber tenido una educación idéntica a la de un muwaqqit. La evaluación de Brentjes se basa en biografías secundarias de los muwaqqits durante la era mameluca, incluyendo las obras de Al-Sakhawi, un prominente autor del siglo XV y erudito en hadices. Tanto King como Brentjes dicen que es difícil determinar el papel de los muwaqqits debido a la falta de investigación y de fuentes históricas sobre el tema.

### Salario
Hay poca información disponible sobre el salario de los muwaqqits. El historiador King únicamente pudo proporcionar varias cifras dadas en waqfiyyas o documentos financieros de las mezquitas de El Cairo de los siglos XV y XVI. La mezquita del Emir de Qanim pagaba a un muwaqqit 200 dirhams (moneda de plata) al mes, en comparación con 900 para un imán, 500 para un jatib, 200 para un muecín y 300 para un sirviente mencionado en el mismo documento. Otras cifras que King encontró eran acumulativas: 1400 dirhams divididos entre unos 16 muecines y muwaqqits, y 600 dirhams divididos entre un número desconocido de muwaqqits. Según Brentjes, estas remuneraciones eran relativamente bajas, lo que llevó a un muwaqqit a ocupar otros trabajos al mismo tiempo, incluyendo la enseñanza. Los datos presentados por King se limitan a una ciudad y no cubren las mezquitas con muwaqqits prominentes, como la mezquita de los Omeyas de Damasco.

### Relaciones con el muecín
Las responsabilidades de un muwaqqit estaban relacionadas con las de los muecines que anunciaban la hora de inicio de una oración recitando el adhan. A diferencia del oficio del muwaqqit que requería conocimientos especiales en astronomía, el muecín era típicamente elegido por su piedad y su hermosa voz. Las mezquitas no siempre tenían muwaqqits. Incluso las grandes mezquitas a menudo se basaban en el conocimiento tradicional del muecín para determinar los tiempos de oración, como la observación de la longitud de las sombras para las oraciones diurnas, los fenómenos crepusculares para las oraciones nocturnas, y las estaciones lunares para el cronometraje general de la noche. Brentjes especula que el muwaqqit podría haber evolucionado a partir de un muecín especializado, y que podría no haber habido una delimitación clara entre los dos cargos. Se sabe que algunos muwaqqits célebres, como Shams al-Din Abu Abd Allah al-Khalili e Ibn al-Shatir, fueron alguna vez muecines, y muchos individuos ocuparon ambos cargos simultáneamente.

## Historia

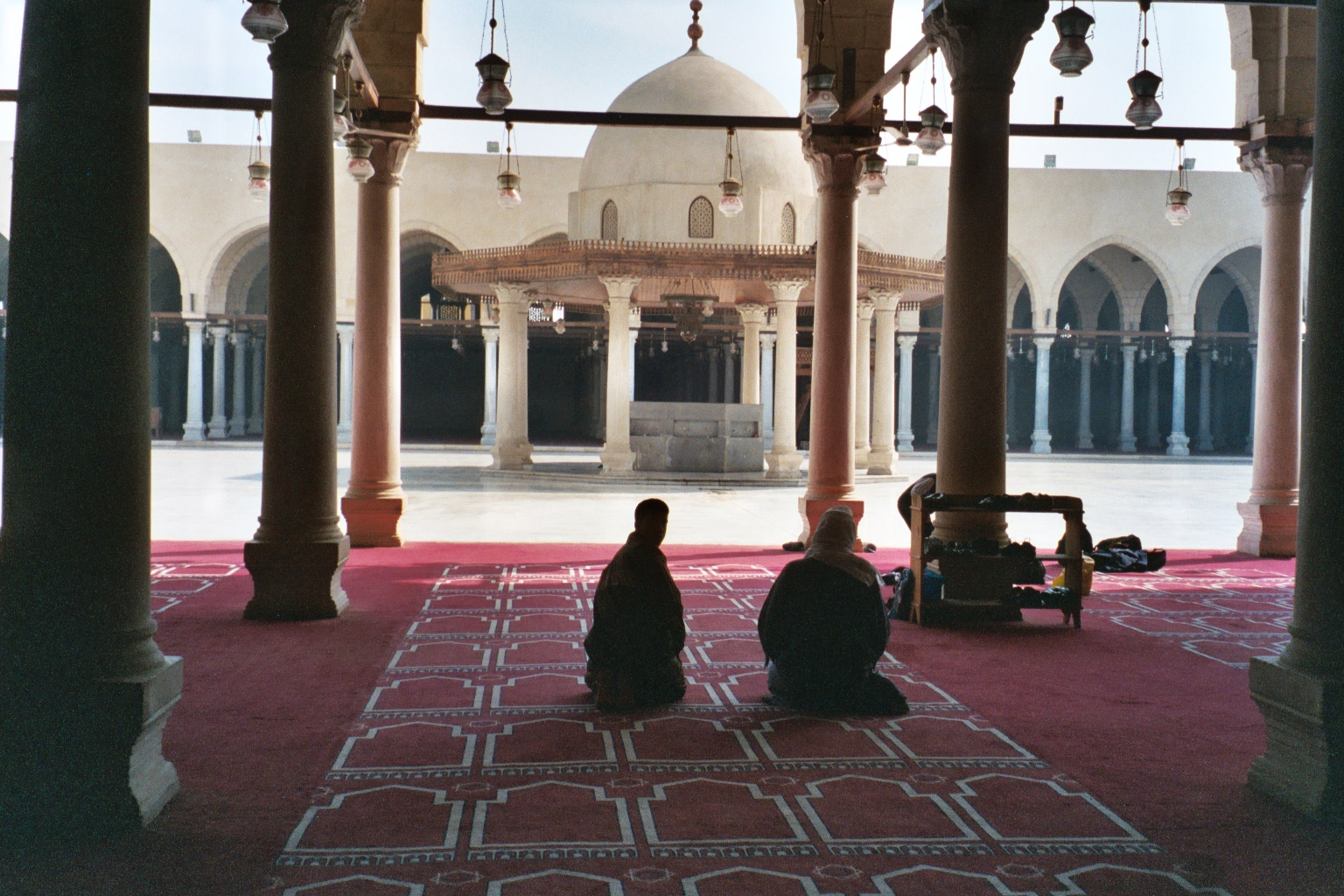
La Mezquita de Amr en Fustat (parte de El Cairo), donde se registró por primera vez el título oficial de muwaqqit.

A diferencia del muecín cuya historia y origen ha sido bien estudiado, el origen del muwaqqit no está claro. El primer registro conocido muestra que el oficio ya existía en el sultanato mameluco del siglo XIII. Según King, el primer muwaqqit conocido por su nombre fue Abu al-Hasan ali ibn Abd al-Malik ibn Sim'un (fallecido en 685 AH o 1286/1287 CE), un muwaqqit de la mezquita de Amr en Fustat, Egipto, durante 30 años. Su hijo Muhammad al-Wajih (fallecido en 701 o 1301/1302) y su nieto Muhammad al-Majd también sirvieron allí como muwaqqits. Al mismo tiempo, es probable que existieran oficios similares en al-Ándalus y el Magreb con nombres diferentes. En al-Ándalus, a finales del siglo XIII, los astrónomos Ahmad y Husayn —padre e hijo de la familia Ibn Baso— calcularon los tiempos de oración para la Gran Mezquita de Granada. Los manuscritos se refieren a ellos con varios títulos, entre ellos al-muadhin al-mubarak, al-imam al-mu'addil al-mubarak, al-shayj al-mu'addil, amin al-awqat, y muwaqqit. La Universidad de Qarawiyyin en Fez (Marruecos) empleó al astrónomo Muhammad al-Sanhaji (fl. c. 1307) en una posición similar con el título de al-mu'addil. Un manual de profesiones de alrededor de 1300 del autor egipcio Ibn al-Ukhuwwa mencionaba el puesto del muecín y sus deberes y requisitos, pero no mencionaba el muwaqqit.

### SiglosXIVyXV

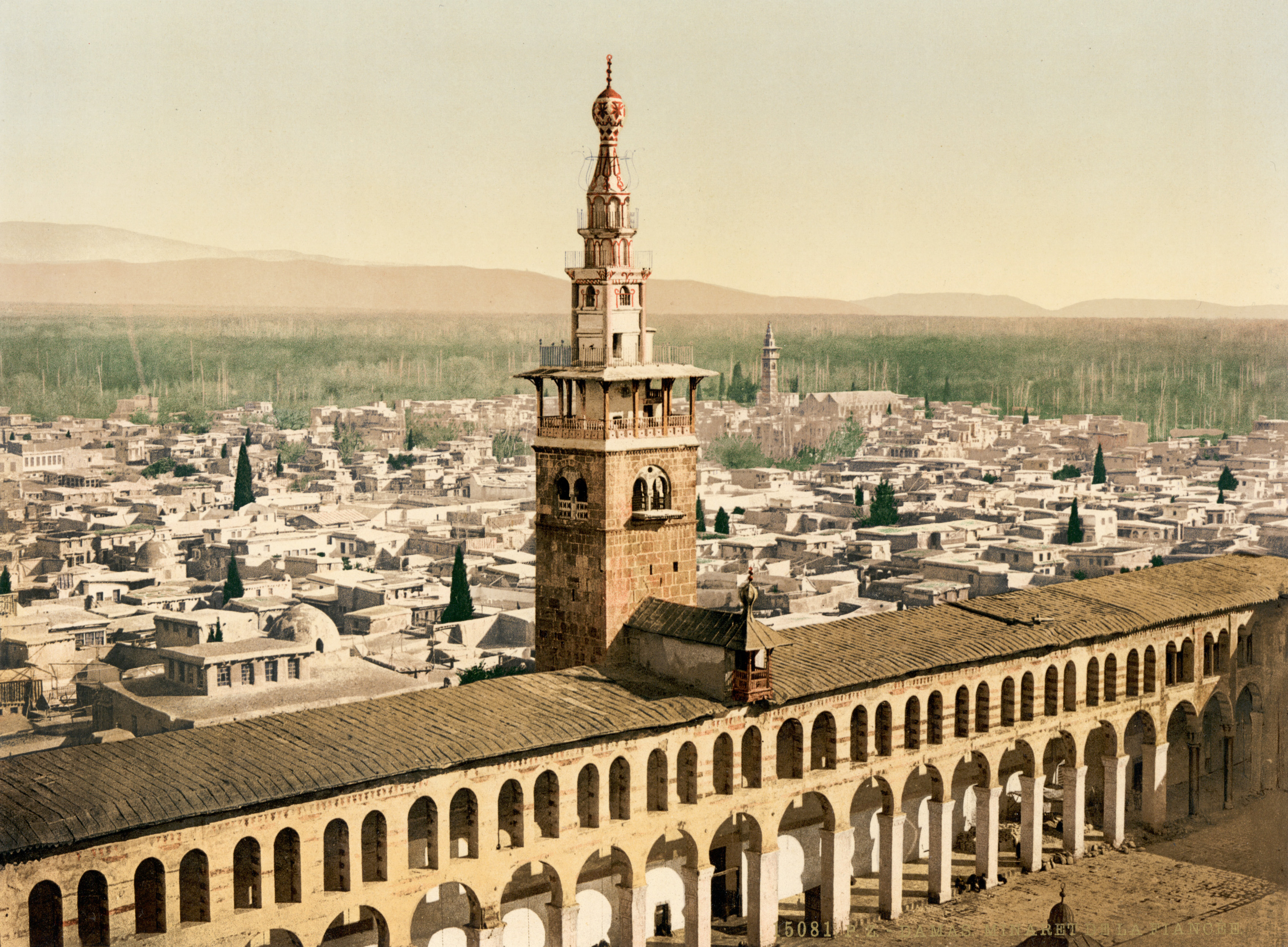
La mezquita de los Omeyas en Damasco, el mayor dentro de actividad de los muwaqqits en los y.

Si la oficina del muwaqqit se originó en Egipto, pronto se extendió a Siria y Palestina. La mezquita de Ibrahimi en Hebrón empleaba al muwaqqit Ibrahim ibn Ahmad. En 1306, hizo una copia de una obra astronómica de Nasir al-Din ibn Sim'un (fallecido en 1337), miembro de la misma familia que los primeros muwaqqits de Fustat. Otro muwaqqit, Ibn al-Sarraj (fl. c. 1325), sirvió en Alepo donde diseñó y creó varios instrumentos astronómicos y escribió tratados sobre su construcción y uso.
Todavía en Siria, Ibn al-Shatir (1304-1375) dirigió un equipo de muwaqqits en la mezquita de los Omeyas de Damasco. Escribió dos zijes (tablas astronómicas) e hizo astrolabios y relojes de sol. Además de cronometraje, también trabajó en teorías planetarias y escribió un tratado sobre los movimientos del Sol, la Luna y los planetas. Se alejó del  geocentrismo ptolemaico y produjo modelos que seguían siendo geocéntricos pero que eran matemáticamente idénticos a los propuestos más tarde por Copérnico (1473 - 1543). Según King, las obras de Ibn al-Shatir representan la «culminación» de la astronomía planetaria en el mundo islámico. El colega de Ibn al-Shatir, Shams al-Din al-Jalili (1320-1380), un muwaqqit de la mezquita de Yalbugha antes de entrar en la mezquita de los Omeyas, escribió horarios de oración para Damasco y tablas para orientarse hacia La Meca desde cualquier localidad. El cadí (juez) de Damasco Taj al-Din al-Subki denunció a los muwaqqits, cuyas filas, según él, estaban llenas de astrólogos (munajjimun) y magos (kuhhan). Los astrónomos de la época leían inevitablemente temas astrológicos porque a menudo se incluían en los libros de texto de astronomía, y se registraron algunos muwaqqits que estudiaban astrología.
A finales del siglo XIV, se había registrado la actividad de los muwaqqits en Egipto, Siria, Palestina, Hejaz (incluidas La Meca y Medina), Túnez y el Yemen. En el siglo siguiente, la práctica se extendió a Asia Menor. Según King, no hay evidencia de actividad de los muwaqqit en las partes más orientales del mundo islámico, incluyendo Irak, Irán, India y Asia Central. Según Brentjes, es posible que la disciplina de los miqat se extendiera hacia el este como parte de un intercambio impulsado por el comercio, la peregrinación y los viajes por el conocimiento, aunque no se ha encontrado ninguna evidencia escrita.
En el siglo XV, el centro de las actividades de los muwaqqit se trasladó a Egipto, especialmente a la mezquita de al-Azhar en El Cairo, pero su producción científica se redujo. Entre los muwaqqits conocidos, el Sibt al-Maridini (1423-1506) de Al-Azhar escribió tratados sobre la cronología. Utilizó métodos astronómicos más simples que se hicieron populares en Egipto y Siria. King especula que pudo haber contribuido «sin querer» a la decadencia de la astronomía en Oriente Medio porque sus obras superaban a los textos más avanzados. Otros muwaqqits registrados en varias mezquitas de El Cairo en el siglo XV incluyen a al-Kawm al-Rishi, 'Izz al-Din al-Wafa'i, al-Karadisi y Abd al-Qadir al-Ajmawi. Además, los astrónomos egipcios Ibn al-Majdi e Ibn Abi al-Fath al-Sufi escribieron extensamente sobre cronometría religiosa utilizando una astronomía más avanzada que la de Sibt al-Maradani, pero no estaban formalmente adscritos a ninguna mezquita.

### Después delsigloXV

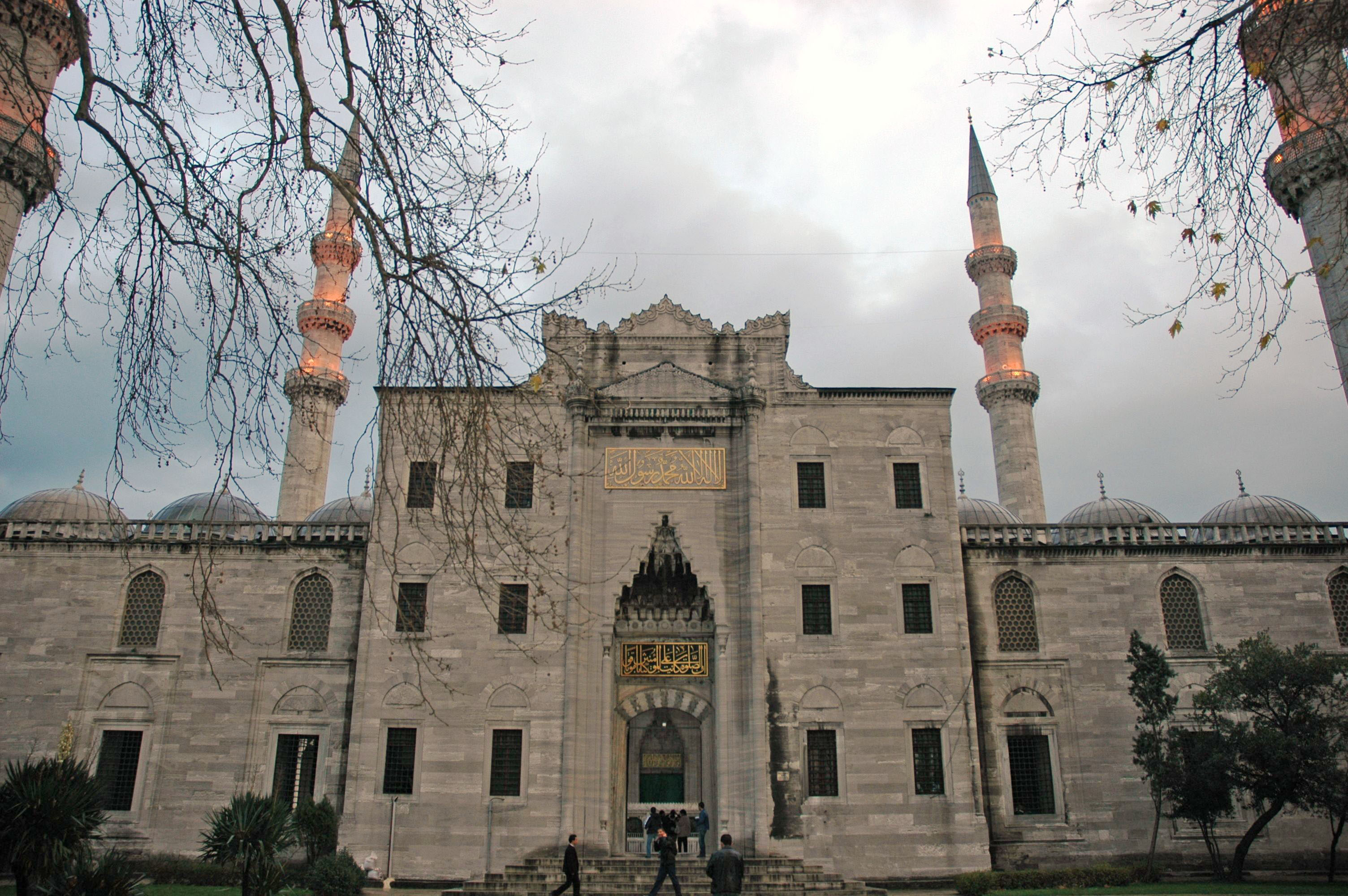
Muvakkithane («la logia del muwaqqit») de la mezquita de Solimán en Estambul.

ʿIlm al-miqat y la actividad de los muwaqqits (turco: muvakkitler, singular muvakkit) continuó en la época del Imperio otomano —que conquistó a los mamelucos en 1517—, aunque ahora produjeron menos obras científicas en comparación con el cenit de los siglos XIV y XV. El trabajo de los herederos fue supervisado por el müneccimbaşı (astrólogo imperial principal). El historiador de la ciencia turco Aydın Sayılı señaló que muchas mezquitas de Estambul tienen edificios o salas llamadas muvakkithanes («logia de los muwaqqits»).
Los sultanes otomanos y otros notables las construyeron y patrocinaron como actos de piedad y filantropía. Tales construcciones se hicieron más comunes con el tiempo, alcanzando su máximo nivel a finales del siglo XVIII y en el XIX. Los astrónomos otomanos elaboraron horarios de oración en lugares que antes no los tenían y, en el siglo XVIII, el arquitecto Salih Efendi escribió tablas de cronometraje que eran populares entre los muwaqqits de la capital imperial.
A medida que el uso de relojes mecánicos se hizo común durante el siglo XVIII, los muwaqqits los incluyeron como parte de sus herramientas estándar y muchos se convirtieron en expertos en la fabricación y reparación de relojes. Los muwaqqits otomanos también adaptaron las tablas existentes a la convención otomana de definir las 12:00 horas de la puesta de sol, lo que requería diferentes cantidades de turnos de tiempo cada día. Ajustar el reloj personal de acuerdo con los relojes en muvakkithanes fue una práctica común después de la difusión de los relojes personales a finales del siglo XVIII. Las actividades de los muwaqqits también se registraron en Siria, especialmente en la Mezquita de los Omeyas, y en Egipto hasta el siglo XIX.

## Cálculo de los tiempos de oración a partir delsigloXIX
A partir del siglo XIX, diversos organismos religiosos o científicos aprobados por las autoridades religiosas comenzaron a elaborar calendarios anuales de oración. Los tiempos de oración se incluyen en calendarios, almanaques anuales y periódicos. Durante el mes sagrado del Ramadán, se imprimen y distribuyen tablas llamadas imsakiyya, que contienen los tiempos de oración así como el del imsak —tiempo de ayuno— para todo el mes. En las últimas décadas, algunas mezquitas han instalado relojes electrónicos capaces de calcular los tiempos de oración locales y hacer sonar los recordatorios en consecuencia. Hoy en día, un muacín en una mezquita puede transmitir la llamada a la oración consultando una tabla o un reloj sin necesidad de la habilidad especializada de un muwaqqit.